# Майкл Робертсон (тенісист)
Майкл Робертсон (англ. Michael Robertson; нар. 2 липня 1963) — колишній американський тенісист.
Найвищу одиночну позицію світового рейтингу — 101 місце досяг 22 серпня 1988, парну — 51 місце — 22 вересня 1986 року.
Найвищим досягненням на турнірах Великого шолома були чвертьфінали в парному розряді.

## Фінали за кар'єру

### Парний розряд (1 поразка)
| Результат | W/L | Дата     | Турнір             | Покриття | Партнер          | Суперники                 | Рахунок  |
| --------- | --- | -------- | ------------------ | -------- | ---------------- | ------------------------- | -------- |
| Поразка   | 0–1 | Жов 1985 | Тель-Авів, Ізраїль | Тверде   | Флорін Сегирчяну | Бред Гілберт Іліє Настасе | 3–6, 2–6 |